# Tmarus intentus
Tmarus intentus es una especie de araña cangrejo del género Tmarus, familia Thomisidae.

## Distribución
Esta especie se encuentra en Guatemala y Panamá.